# Prix Coxeter-James
Le prix Coxeter-James est une distinction en mathématiques remise chaque année par la Société mathématique du Canada. Il récompense de jeunes mathématiciens en reconnaissance de leurs contributions significatives à la recherche mathématique. Le premier prix a été décerné en 1978 et son nom a été donné en l'honneur des mathématiciens Harold Scott MacDonald Coxeter et Ralph James.
Le prix est une sculpture en stéatite d'origine inuit et chaque année d'un modèle différent. Le lauréat donne une conférence plénière lors d'une rencontre de la Société mathématique du Canada.

## Lauréats
Les lauréats sont :
- 2024 : Michael Groechenig[2]
- 2023 : Robert Haslhofer
- 2022 : Fabio Pusateri[3]
- 2021 : Luke Postle[4]
- 2020 : Jacopo De Simoi[5]
- 2019 : Jacob Tsimerman
- 2018 : Maksym Radziwill[6]
- 2017 : Sabin Cautis[7]
- 2016 : Louigi Addario-Berry
- 2015 : Dong Li[8]
- 2014 : Marco Gualtieri
- 2013 : Balázs Szegedy
- 2012 : Gregory G. Smith
- 2011 : Iosif Polterovich
- 2010 : Bálint Virág[9]
- 2009 : Patrick Brosnan (de)
- 2008 : Ravi Vakil[10]
- 2007 : Vinayak Vatsal
- 2006 : Jim Geelen
- 2005 : Robert McCann
- 2004 : Izabella Łaba
- 2003 : Jingyi Chen
- 2002 : Lisa Jeffrey
- 2001 : Kai Behrend
- 2000 : Damien Roy
- 1999 : Maciej Zworski
- 1998 : Henri Darmon
- 1997 : Michael Ward
- 1996 : Nigel Higson
- 1995 : Gordon Slade
- 1994 : Mark Spivakovsky (de)
- 1993 : Jacques Hurtubise
- 1992 : John Jardine (en)
- 1991 : V. Kumar Murty
- 1990 : Nassif Ghoussoub
- 1989 : Alan Dow
- 1988 : M. Ram Murty
- 1987 : Jonathan Borwein
- 1986 : Edwin A. Perkins
- 1985 : Paul Selick
- 1984 : Mark Goresky
- 1983 : Man-Duen Choi
- 1982 : John Mallet-Paret
- 1981 : John James Millson
- 1980 : Francis Clarke
- 1979 : David Boyd
- 1978 : Robert Moody